# Silvia Squizzato
Silvia Squizzato (Brescia, 17 febbraio 1975) è una giornalista e conduttrice televisiva italiana.

## Biografia
Nasce a Brescia, dove studia e comincia le prime esperienze lavorative come giornalista nei quotidiani e nelle televisioni locali. Si trasferisce a Milano per continuare la sua attività di giornalista a Telelombardia per poi approdare in Rai per condurre nel 2006 Vivere il mare su Rai Due insieme alla sorella gemella Laura, con cui condivide studi, passioni e lavoro.
Nel 2005 era stata inviata dai Mari Esteri nel programma condotto da Puccio Corona su Rai 2.
Dopo aver condotto per due anni Aprirai, striscia del week end con anteprime e interviste del mondo Rai, nel 2008 e 2009 conduce con la sorella Laura una rubrica nel programma di Rai 2 Insieme sul Due.
A partire dal 2009, sempre con la sorella Laura, conduce per cinque anni le dirette dalle piazze dei comuni italiani nel programma di Michele Guardì Mezzogiorno in famiglia, condotto da Amadeus su Rai 2.
Nel 2011 debutta al cinema sempre con la sorella gemella nel film Gianni e le donne di Gianni Di Gregorio, presente insieme a un solo altro film italiano al festival di Berlino. Le due gemelle sono tra le donne su cui il protagonista sogna e con cui tenta un approccio.
Nel 2012 torna al cinema nel film di Fausto Brizzi Com'è bello far l'amore, sempre in compagnia della sorella gemella Laura.
È autrice con la sorella Laura di un libro di cucina “I nostri dolci light” (Gribaudo editori, ottobre 2012) e di un libro sui gemelli, “Doppia vita, Il linguaggio segreto dei gemelli” (Mondadori, maggio 2015).
Dal 2014 con la sorella ha un blog www.doppiavita.tv che si occupa di cinema, teatro, moda ed eventi.
Da settembre 2016 lavora come inviata nel programma I fatti vostri, condotto da Giancarlo Magalli.
Ha lavorato come giornalista per Bresciaoggi, Telelombardia, La Prealpina, Corriere della Sera e Vero.
Nel 2021, come la sorella Laura, diventa redattrice ordinaria del Tg2, inserita nella redazione «Speciali».

## Filmografia

### Cinema
- Gianni e le donne, regia di Gianni Di Gregorio (2011)
- Com'è bello far l'amore, regia di Fausto Brizzi (2012)
- Aspromonte, regia di Hedy Crissane (2012)

## Premi e riconoscimenti
- Premio Nazionale di Giornalismo e critica d'arte Sulmona nel 2008 per la trasmissione Aprirai
- Premio "Silvio Gigli" San Gusmè 2010[15]